# ناثان غيثر
ناثان غيثر هو سياسي أمريكي، ولد في 15 سبتمبر 1788، وتوفي في 12 أغسطس 1862 في كولومبيا في الولايات المتحدة. نشط حزبياً في الحزب الديمقراطي. وقد انتخب عضو مجلس النواب الأمريكي ‏.